# Corythornis leucogaster
El martín pescador ventriblanco (Corythornis leucogaster) es una especie de ave coraciforme de la familia Alcedinidae que vive principalmente en la selva tropical africana.

## Distribución
Se encuentra en Angola, Benín, Camerún, Costa de Marfil, Guinea Ecuatorial, Gabón, Ghana, Guinea, Guinea-Bissau, Liberia, Malí, Nigeria, República Centroafricana, República del Congo, República Democrática del Congo, Santo Tomé y Príncipe, Sierra Leona, Tanzania, Togo, Uganda y Zambia.